# Blaasbalg

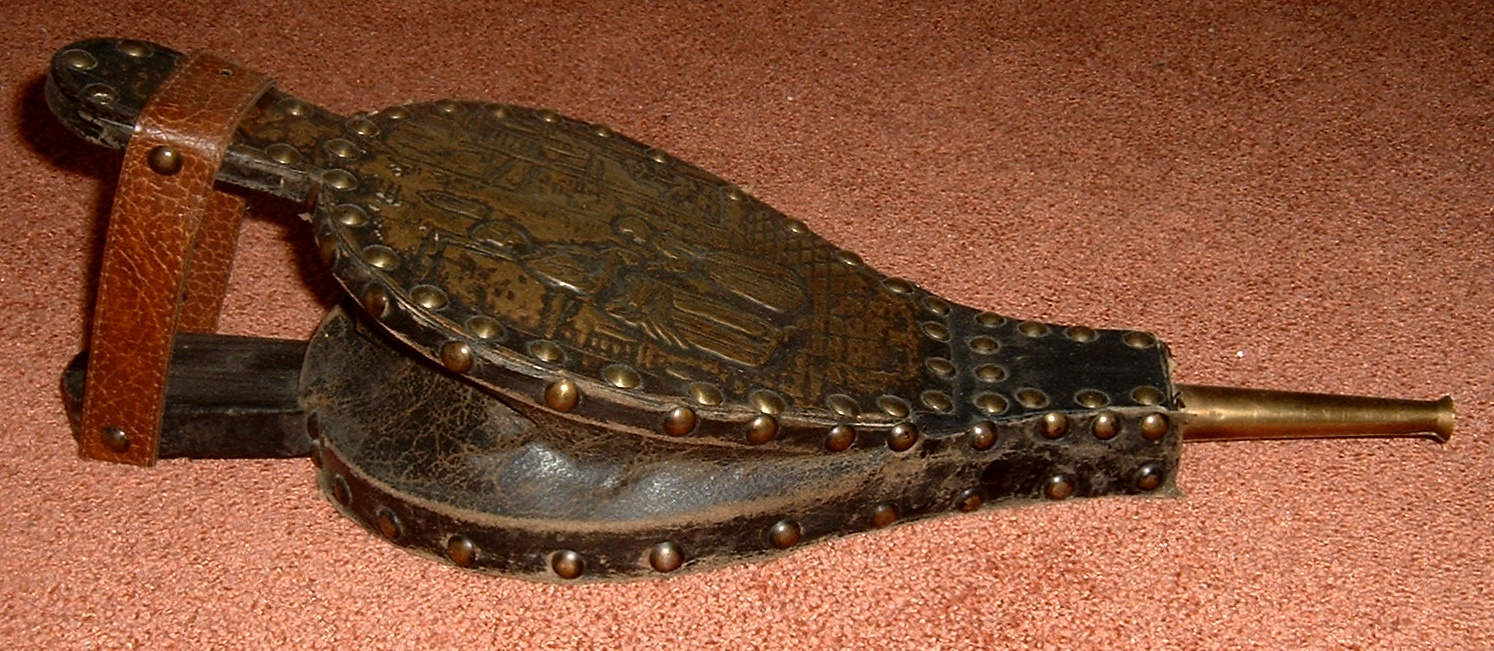
Blaasbalg voor een open haard

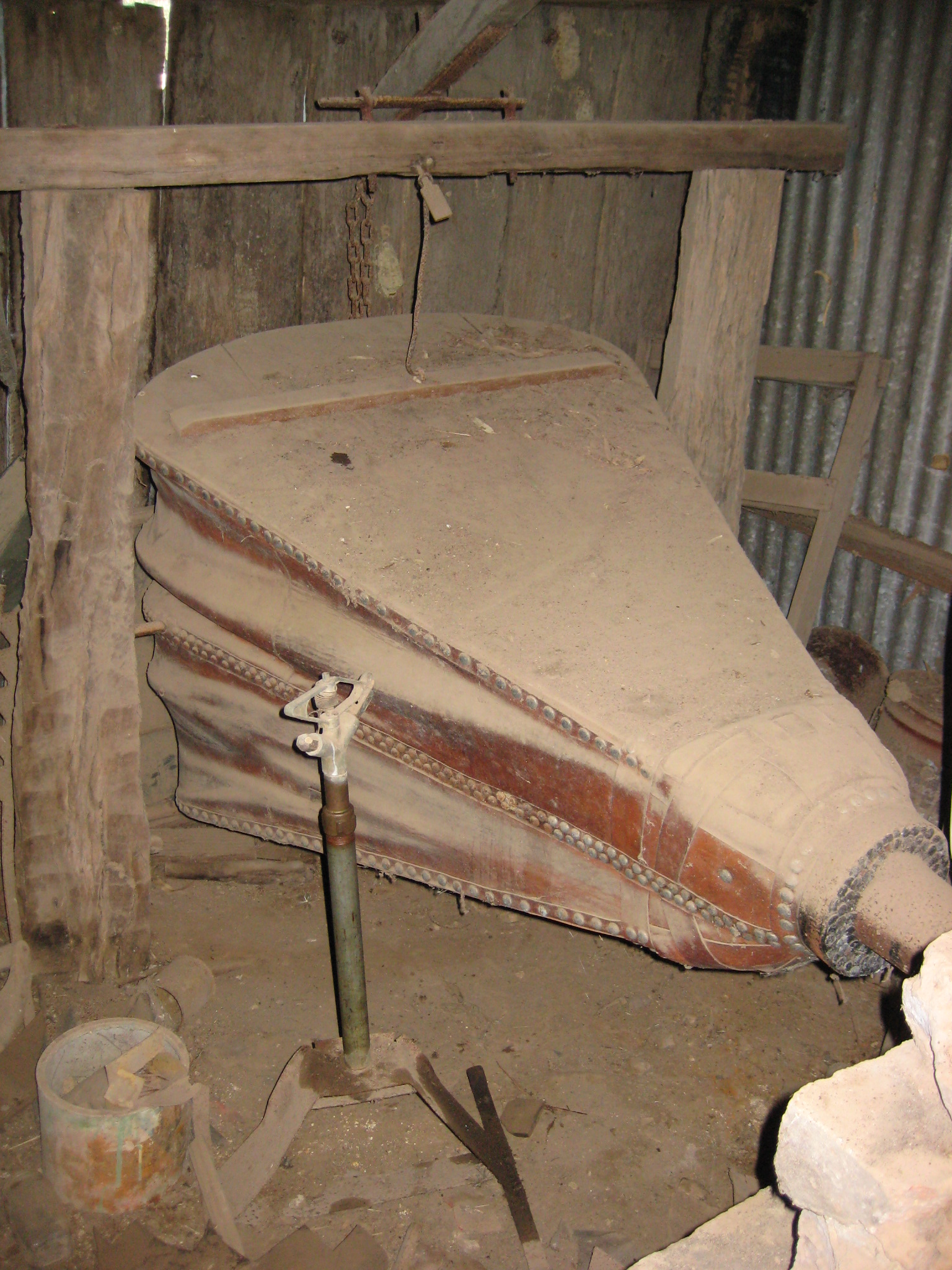
Blaasbalg van een smid

Een blaasbalg is een soort pomp om lucht te pompen, meestal om een vuur aan te wakkeren.
Een blaasbalg bestaat uit twee stevige delen, meestal uit hout vervaardigd, met daartussen een soort flexibele leren zak. Eén houten deel is beweegbaar. Aan het vaste deel is aan de voorzijde een mond, meestal van metaal, bevestigd. Dit deel wordt naar het vuur gericht. De lucht wordt door een ventiel vanaf de achter- of onderzijde aangezogen zodra het beweegbare deel van het vaste deel af wordt bewogen. Zodra het beweegbare deel de andere kant op wordt bewogen, ontsnapt de lucht met een behoorlijke snelheid uit de mond aan de voorzijde.
Een blaasbalg kan voor de open haard worden gebruikt, maar op grotere schaal ook bij de smid. Een balg of blaasbalg wordt in sommige muziekinstrumenten gebruikt, zoals in pijporgels, accordeons en bepaalde typen doedelzakken zoals de Ierse Uilleann pipes.

## Overige
- De bhastrika of blaasbalg is een ademhalingstechniek in de yoga.
- Een blaasbalg is in maaswerk een bepaald siermotief.

- Gemeinsame Normdatei: 4844083-8